# Amjad Sabri
Amjad Sabri (ur. 1970, zm. 22 czerwca 2016 w Karaczi) – pakistański muzyk qawwali.

## Życiorys
Amjad Sabri urodził się w 1970 roku jako syn Hajiego Ghulama Farida Sabriego. W wieku 5 lat dołączył do zespołu Sabri Brothers, którzy założyli jego bracia i krewni. W 2004 roku został kantorem. Wykonywał muzykę qawwali. Został zastrzelony 22 czerwca 2016 roku przez nieznanych sprawców w samochodzie. Jego pogrzeb odbył się 23 czerwca 2016 roku.